# ASR Nederland
A.s.r. Nederland (a.s.r.) is een beursgenoteerde Nederlandse verzekeringsgroep. a.s.r. voert de merken a.s.r. en Loyalis. In juli 2023 werden de Nederlandse verzekeringsactiviteiten van Aegon overgenomen door a.s.r.

## Activiteiten
ASR behoort tot de grootste verzekeraars van Nederland. ASR heeft een breed assortiment van financiële producten zoals van schade-, levens- en inkomensverzekeringen, pensioenen, zorgverzekeringen, reis- en recreatie- en uitvaartverzekeringen. Verder heeft ASR een vermogensbeheerafdeling.
ASR is actief onder de volgende merknamen:
- a.s.r. biedt een bereed pakket van verzekeringen aan. Hieronder vallen ook a.s.r. real estate en a.s.r assetmanagement. De oorsprong ligt bij de bedrijven AMEV, Stad Rotterdam en Woudsend.
- Aegon, na de overname mag deze naam nog een paar jaar worden gebruikt.
- Loyalis, arbeidsongeschiktheid verzekeringen en aanvullend pensioen.
- TKP, administratieve diensten voor pensioenfondsen.

### Resultatenontwikkeling
In de onderstaande tabel staan de belangrijkste financiële resultaten van ASR sinds 2009. ASR keert ongeveer 40% van het nettoresultaat uit aan de aandeelhouders als dividend.4

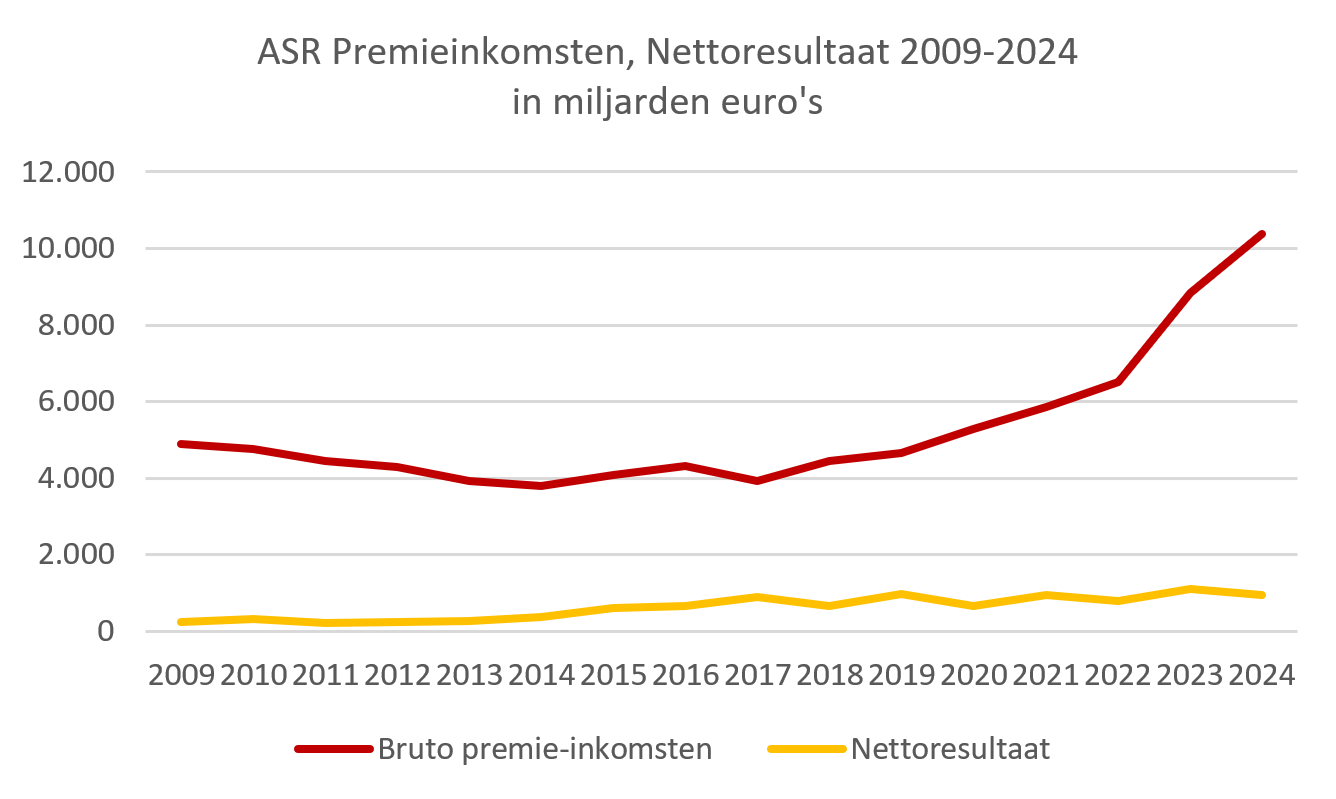
ASR: Premieinkomsten, Nettoresultaat 2009-2024

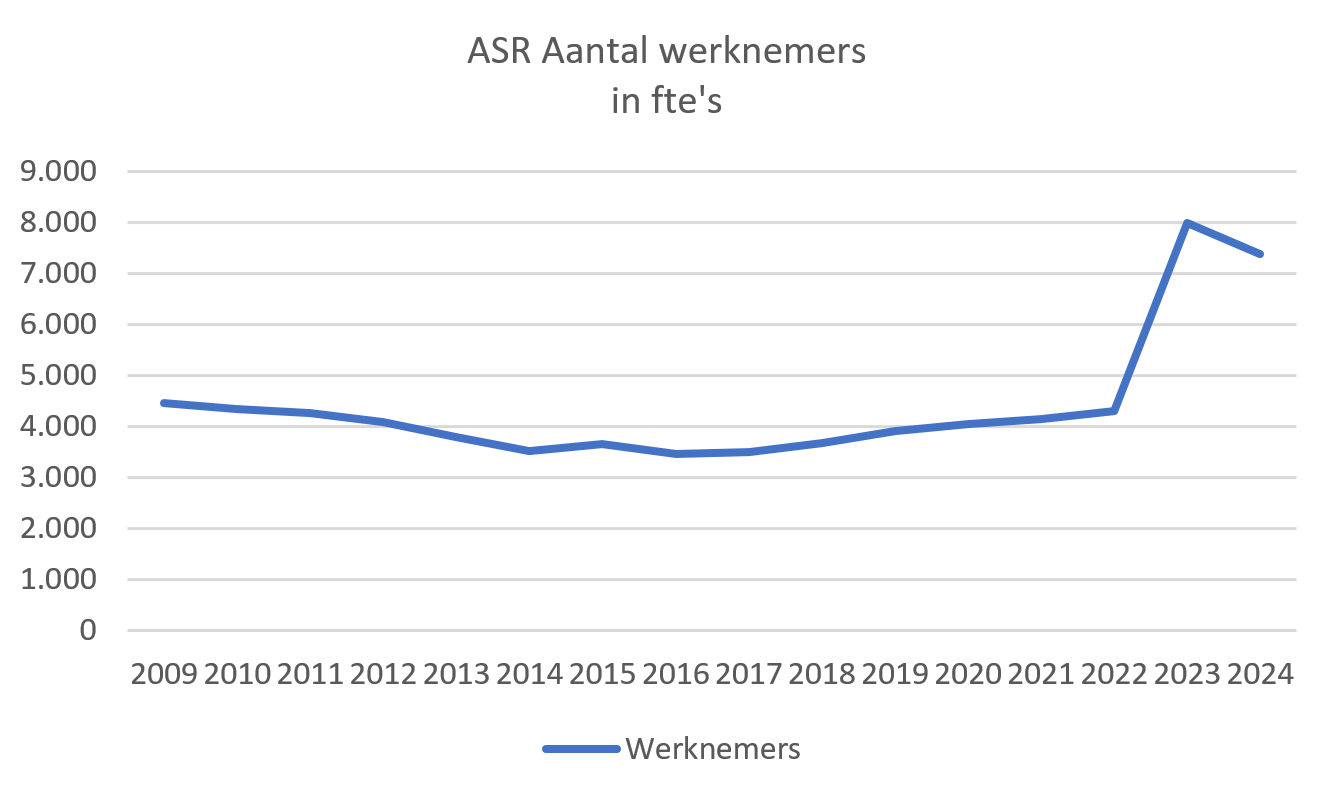
ASR: Aantal werknemers 2009-2024

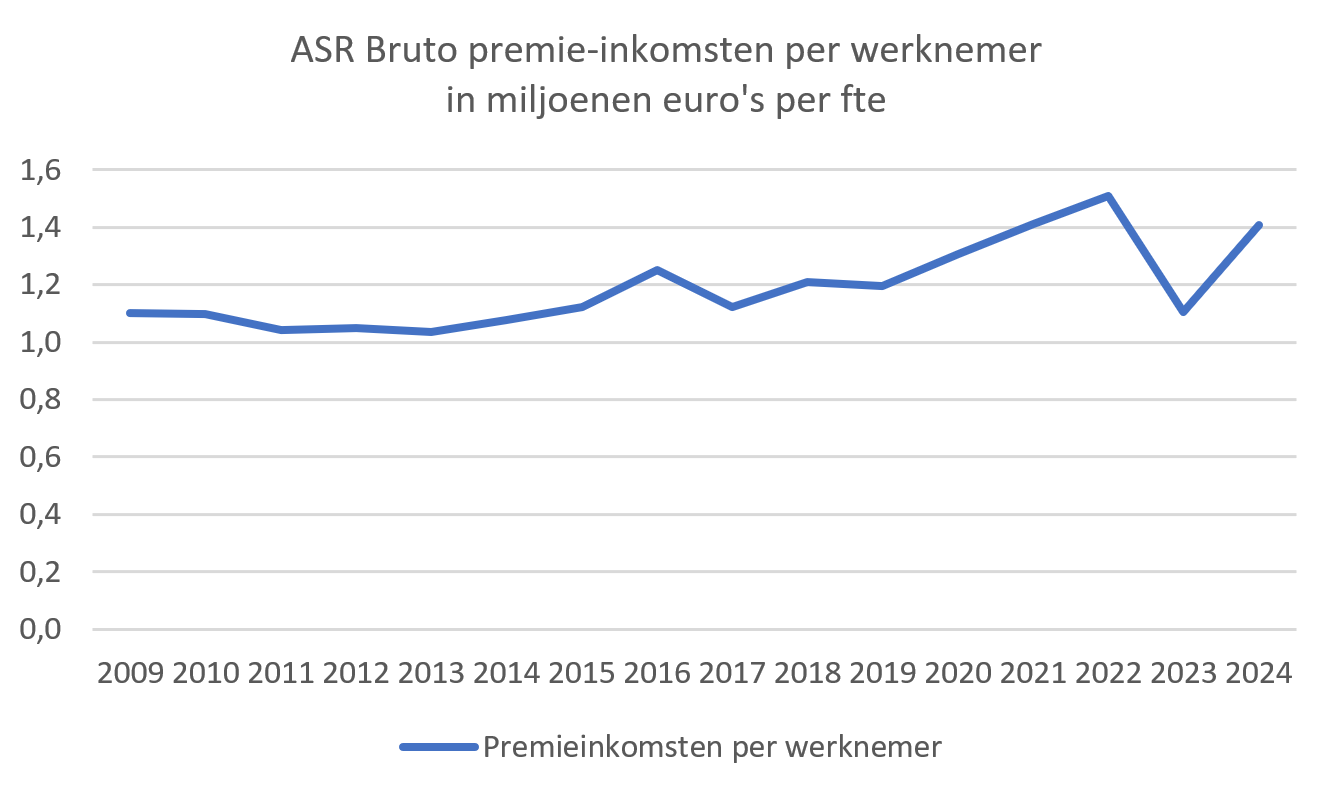
ASR: Bruto premie-inkomsten per werknemer 2009-2024

| Jaar | Bruto premie- inkomsten | Netto- resultaat | Balans- totaal | Werknemers (in FTE) |
| Jaar | (× € miljoen)           | (× € miljoen)    | (× € miljoen)  | Werknemers (in FTE) |
| ---- | ----------------------- | ---------------- | -------------- | ------------------- |
| 2009 | € 4900                  | € 255            | € 39.249       | 4454                |
| 2010 | € 4756                  | € 317            | € 40.616       | 4333                |
| 2011 | € 4437                  | € 212            | € 42.078       | 4264                |
| 2012 | € 4290                  | € 255            | € 44.483       | 4088                |
| 2013 | € 3923                  | € 281            | € 42.431       | 3789                |
| 2014 | € 3787                  | € 381            | € 50.969       | 3513                |
| 2015 | € 4092                  | € 601            | € 53.338       | 3650                |
| 2016 | € 4328                  | € 659            | € 56.900       | 3461                |
| 2017 | € 3920                  | € 908            | € 56.952       | 3493                |
| 2018 | € 4459                  | € 655            | € 59.009       | 3683                |
| 2019 | € 4666                  | € 972            | € 69.721       | 3906                |
| 2020 | € 5276                  | € 656            | € 77.151       | 4042                |
| 2021 | € 5859                  | € 942            | € 75.040       | 4155                |
| 2022 | € 6510                  | € 805            | € 61.899       | 4313                |
| 2023 | € 8825                  | € 1117           | € 150.768      | 7994                |
| 2024 | € 10.376                | € 944            | € 138.595      | 7374                |

### Stichting Continuïteit ASR Nederland
Stichting Continuïteit ASR Nederland werd op 26 mei 2016 opgericht. Deze stichting heeft als taak de belangen van ASR en de stakeholders te beschermen die de continuïteit van het bedrijf zouden kunnen bedreigen, bijvoorbeeld in het geval van een vijandelijke overname. De stichting heeft een optie om op zo'n moment aandelen ASR te kopen om zo het aandelenbelang van de potentiële overnemer te verwateren.

## Geschiedenis
In 1720 werd de Maatschappij ter Discontering ende Belening der stad Rotterdam opgericht. Deze was lange tijd de op één na oudste verzekeringsmaatschappij van de wereld, na Lloyd's of London.
De ASR verzekeringsgroep ontstond in 1997 nadat het concern Stad Rotterdam (bestaande uit de verzekeraars Stad Rotterdam Verzekeringen en Woudsend Verzekeringen) Europeesche Verzekeringen en De Amersfoortse overnam. De nieuwe naam ASR was een samenvoeging van  Amersfoortse en Stad Rotterdam.

### Overname door Fortis
Vanaf de zomer van 1999 voerde de CEO van ASR, Carlo de Swart, gesprekken met Fortis over een mogelijke overname. De verzekeringsactiviteiten van Fortis bestonden tot dat moment uit de verzekeraars AMEV (Algemeene Maatschappij tot Exploitatie van Verzekeringsmaatschappijen), Ardanta en Falcon. Om ASR over te halen beloofde Fortis dat de Rotterdamse verzekeraar een centrale plaats in de verzekeringstak van Fortis zou krijgen. ASR telde toen 2400 medewerkers en was aan de Amsterdamse effectenbeurs genoteerd. Fortis had al een aandelenbelang van 21% in ASR, maar er waren andere grootaandeelhouders zoals ING Groep met een even groot belang, Achmea had 10% van de aandelen in handen en het Duitse Münchener Rück 15%. Anton van Rossum was in 2000 CEO van Fortis geworden en zag de overname als een kans zich te bewijzen. Op 8 oktober 2000 deed Fortis een bod ter waarde van 4,1 miljard euro op alle aandelen ASR. Het bod was 23 maal de jaarwinst en de verkopende aandeelhouders kregen een premie van 67% boven de laatste beurskoers. Direct na het bekend worden van het bod zakte de koers van het aandeel Fortis met 7%. Na de overname bleef de afkorting "ASR" in stand om de verzekeringsactiviteiten aan te duiden, en stond nu voor AMEV en Stad Rotterdam.
In de fusieovereenkomst was vastgelegd dat ASR zijn eigenheid en hoofdkantoor in Rotterdam mocht behouden. In 2002 veranderde Fortis de afspraak. Er werden plannen gemaakt om ASR en AMEV operationeel samen te voegen en de merkenportefeuille te integreren onder het Fortis-logo. Carlo de Swart was bijzonder teleurgesteld in deze actie en bood zijn ontslag aan. Eind 2002 werd hij opgevolgd door Jacques van Ek. In 2003 werden de verzekeraars AMEV, Stad Rotterdam en Woudsend daadwerkelijk samengevoegd tot één nieuwe verzekeraar: Fortis ASR. Het Fortis onderdeel Fortis Verzekering Nederland N.V. bestond sindsdien uit Fortis ASR, De Amersfoortse, Europeesche Verzekeringen, Ardanta en Falcon (waaronder ook Interlloyd en VSB-leven hoorden).

### Nationalisatie
Tijdens de wereldwijde kredietcrisis kwam Fortis in de zomer en herfst van 2008 in grote problemen, wat er op 3 oktober 2008 toe leidde dat de Nederlandse onderdelen van Fortis werden genationaliseerd. Het Fortis-onderdeel Fortis Corporate Insurance is afzonderlijk verkocht en maakte geen onderdeel uit van ASR Verzekeringen. De naam van het verzekeringsbedrijf werd nieuw leven ingeblazen: op 21 november 2008 maakt minister Wouter Bos de nieuwe naam van Fortis Verzekering Nederland N.V. bekend: ASR Nederland N.V.. Fortis ASR is verdergegaan onder de naam ASR Verzekeringen. Per 25 januari 2013 is de naam gewijzigd naar a.s.r. Het hoofdkantoor staat in Utrecht, en er zijn nevenvestigingen in Amersfoort (de Amersfoortse), Enschede (Ardanta) en Amsterdam (Europeesche Verzekeringen).
De Nederlandse Staat wil het bedrijf op (korte) termijn weer in private handen brengen. In voorbereiding daarop is de verzekeraar samen met andere Fortis-onderdelen in handen gebracht van de door de Nederlandse Staat gecontroleerde Stichting administratiekantoor beheer financiële instellingen (NL Financial Investments of NLFI). ASR keert inmiddels weer jaarlijks dividend uit en opereert zonder kapitaalsteun van de Staat.  Voor de Nederlandse verzekeringssector wordt verwacht dat er in de markt consolidatie gaat plaatsvinden, zodat er een kleiner aantal grotere aanbieders overblijft. ASR kan een rol spelen in deze consolidatiebeweging, verschillende partijen hebben zich bij NLFI en ASR gemeld als geïnteresseerde overnemer. De Staat heeft gekozen voor twee mogelijkheden die allebei serieus aandacht krijgen, de zogenaamde “dual track” benadering, om de opbrengst voor de Staat te maximaliseren. ASR gaat zich voorbereiden op een beursgang en de NLFI onderzoekt gelijktijdig de mogelijkheden voor een consolidatie met andere verzekeraars.

### Interesse in VIVAT
ASR wilde het verzekeringsdeel van SNS Reaal, VIVAT, kopen. ASR kan dit niet alleen en heeft twee partners waarmee serieus wordt overlegd. Dit zijn de verzekeraar Swiss Re - de op een na grootste herverzekeraar ter wereld - met het consortium rond investeringsgroep CVC Capital. De andere partij is de Amerikaanse investeringsmaatschappij Apollo. ASR mag van het Ministerie van Financiën samenwerken met andere partijen, maar deze mogen niet meer dan 40% van de combinatie ASR/Reaal in handen krijgen. In november 2014 besloot het ministerie alleen verder te onderhandelen met ASR/Swiss Re/CVC. Swiss Re heeft zich voor een langere tijd gecommitteerd en dit heeft de voorkeur boven private equity partijen die veelal na een paar jaar de belangen alweer willen verkopen. Na verder onderzoek heeft ASR uiteindelijk besloten om geen definitief bod op VIVAT uit te brengen. Medio februari 2015 werd bekend dat de Chinese verzekeraar Anbang VIVAT overneemt.

### Terug naar de beurs
In mei 2016 werd bekend dat ASR waarschijnlijk nog voor de zomer naar de beurs zou gaan. De NLFI heeft de zogenoemde 'Intention to float' uitgegeven en werkt aan het prospectus. De verkoop zal in fasen gaan en de NLFI zal na de eerste notering aan Euronext Amsterdam een aanzienlijk belang in ASR houden. Minister Dijsselbloem verwacht dat het zo’n drie jaar duurt voordat alle aandelen zijn verkocht. Op 10 juni 2016 ging het bedrijf naar de beurs tegen een koers van 19,50 euro per aandeel. De totale waardering van ASR bedroeg daarmee ruim 2,9 miljard euro. De Staat verkocht in eerste instantie een belang van zo'n 40% of 60 miljoen aandelen.
In januari 2017 verkocht de Nederlandse staat 20,4 miljoen aandelen voor 22,15 euro per stuk. De transactie leverde bijna 0,5 miljard euro op. Door de verkoop zakte het belang van de overheid in de verzekeraar van 63,7% naar 50,1%. In april 2017 volgde een derde tranche. Na de verkoop van 20 miljoen aandelen, à 26 euro per stuk, houdt de staat een minderheidsbelang van 36,8%.
Op 13 september 2017 verkocht de staat de laatste aandelen ASR voor 1,02 miljard euro. De totale opbrengst bedroeg 3,8 miljard euro, terwijl de staat in 2008 3,65 miljard euro heeft betaald. Daarmee heeft de staat haar geld terug met een kleine winst.

### Overname Generali Nederland
Begin september 2017 maakte ASR bekend verzekeraar Generali Nederland te gaan overnemen. Met de overname gaan verzekeringspolissen van 200.000 klanten over, goed voor een jaaromzet van 379 miljoen euro in 2016. ASR betaalt Generali circa 143 miljoen euro en zal verder het vermogen van Generali Nederland met zo'n 60 miljoen euro versterken. Bij Generali Nederland werken 350 mensen, waarvan een onbekend deel hun baan gaan verliezen. Op 5 februari 2018 is de overname afgerond. De activiteiten van Generali Nederland worden in 2018 naar locaties van ASR overgebracht en het kantoor in Diemen wordt dan gesloten.

### Overname Loyalis
Eind 2018 werd bekend dat verzekeraar Loyalis van pensioensuitvoerder APG wordt overgenomen voor circa 450 miljoen euro. Loyalis biedt arbeidsongeschiktheids- en levensverzekeringen aan en telt ongeveer 450.000 verzekerden. Bij de verzekeraar in Heerlen werken zo'n 300 medewerkers. In 2017 maakte het een winst van 71 miljoen euro. Na goedkeuring van de toezichthouders werd de overname op 1 mei 2019 afgerond.

### Overname Brand New Day PPI
26 augustus 2020 werd aangekondigd dat de pensioenverstrekker Brand New Day PPI volledig wordt overgenomen van Brand New Day à 50 miljoen euro. ASR had al 50% belang in het bedrijf, maar heeft haar positie nu nog verder versterkt door volledige overname. Brand New Day PPI bedient ongeveer 5800 werkgevers met 145.000 deelnemers aan pensioenregelingen. De 52 fte werden ondergebracht bij ASR, met een officiële overnamedatum van 1 april 2021.

### Overname Aegon Nederland
Op 27 oktober 2022 maakte ASR de overname bekend van de Nederlandse activiteiten van Aegon. Met 6,5 miljoen klanten en 6700 werknemers behoort ASR straks, naast de NN Group, tot de grootste verzekeraars van het land. Door het samengaan zullen banen verdwijnen, maar ASR zal proberen gedwongen ontslagen te voorkomen. De overnamesom is 4,9 miljard euro, waarvan een deel wordt voldaan in aandelen. Aegon wordt dan met een aandelenbelang van 29,99% de grootste aandeelhouder van ASR. ASR wordt de merknaam, al blijft de naam Aegon nog drie jaar in gebruik voor pensioenen en hypotheken. Knab en TKP houden wel hun naam. De toezichthouders hebben in juli 2023 toestemming gegeven. Door de overname van Aegon zijn er veel dubbelfuncties en de banen verdwijnen in de komende 2 à 3 jaar. In oktober 2023 maakte ASR bekend dat 260 banen gaan verdwijnen bij de hypotheekactiviteiten. Op 1 november 2024 werd de verkoop van Knab afgerond. De BAWAG Group nam de bank over voor 510 miljoen euro.
Door de overname van de Aegon activiteiten werd ASR ook voor 50% aandeelhouder in vastgoedmaatschappij Amvest. Medio 2025 werd bekend dat ASR zijn belang gaat verkopen aan Pensioenfonds Zorg en Welzijn die dan de enige aandeelhouder wordt. In afwachting van goedkeuring van de toezichthouders zal de verkoop per 1 januari 2026 plaatsvinden. Amvast heeft 12.000 woningen in de verhuur en heeft plannen voor 25.000 nieuwbouwwoningen. ASR blijft wel eigenaar van 7500 al gebouwde woningen van Amvest, die worden overgedragen aan het eigen vastgoedplatform van ASR.

## Woekerpolisaffaire
In de woekerpolisaffaire is een schikking bereikt: 780 miljoen euro wordt uitgekeerd aan mensen die beleggingsverzekeringen hebben of hebben gehad bij ASR, De Amersfoortse, Falcon, Interlloyd Leven, VSB Leven, AMEV, Stad Rotterdam en Woudsend. Op 7 februari 2011 werd in de uitzending van TROS Radar bekendgemaakt dat de regeling verder wordt uitgebreid, onder andere met het zonder kosten overstappen naar andere producten.
In februari 2019 won ASR een rechtszaak om woekerpolissen. Het proces, aangespannen door claimorganisatie Vereniging Woekerpolis, werd gevoerd uit naam van vele tienduizenden polishouders. Volgens de claimorganisatie zou ASR zijn informatieplicht hebben geschonden en hebben klanten recht op een vergoeding. De rechtbank Midden-Nederland oordeelde anders, ASR heeft voldoende informatie verstrekt over de kosten en gevaren van hun financiële product en de woekerpolissen van het bedrijf zijn geen "gebrekkig product". Wel ging de rechter mee in het bezwaar dat in specifieke gevallen er te veel administratiekosten in rekening zijn gebracht.
Eind november 2023 bereikten ASR en diverse partijen een overeenkomst over de woekerpolissen. ASR heeft een bedrag van € 250 miljoen gereserveerd als financiële compensatie. Met deze overeenkomst worden de collectieve procedures tegen de verzekeraar stopgezet. Deze regeling betreft beleggingsverzekeringen van ASR en Aegon. De betrokken partijen moeten nog wel de praktische uitvoering van de regeling verder uitwerken. Buiten deze overeenkomst heeft ASR € 50 miljoen gereserveerd voor schrijnende gevallen, voor klanten die niet zijn aangesloten bij claimpartijen en die niet eerder een vergoeding hebben gehad. Op 19 februari 2025 is de overeenkomst definitief, er lag een eis dat minimaal 90% van de aangesloten klanten akkoord moesten gaan met een persoonlijk aanbod en deze ondergrens is bereikt.

## Sponsoring
Sinds 1991 hebben ASR en haar voorgangers (Stad Rotterdam, Fortis) de voetbalclub Feyenoord gesponsord. Per 27 januari 2013 heeft ASR haar plek op de Feyenoord-shirts voor het laatste halfjaar cadeau gedaan aan Diergaarde Blijdorp. Na het seizoen 2012-2013 stopte ASR als sponsor.